# (3163) Рэнди
(3163) Рэнди (англ. Randi) — астероид, относящийся к группе астероидов пересекающих орбиту Марса. Он был открыт 28 августа 1981 года американским астрономом Чарльзом Ковалем в Паломарской обсерватории и назван в честь Джеймса Рэнди, иллюзиониста и исследователя паранормальных явлений, за его заслуги в разоблачении шарлатанов в области паранормальных явлений. Название предложили А. Дилл и Дж. Миус.

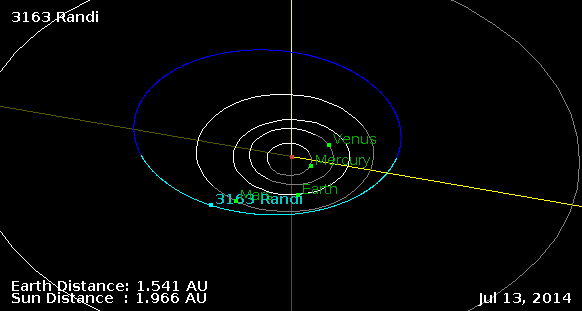
Орбита астероида Рэнди и его положение в Солнечной системе